# Listă de guvernatori ai Bucovinei

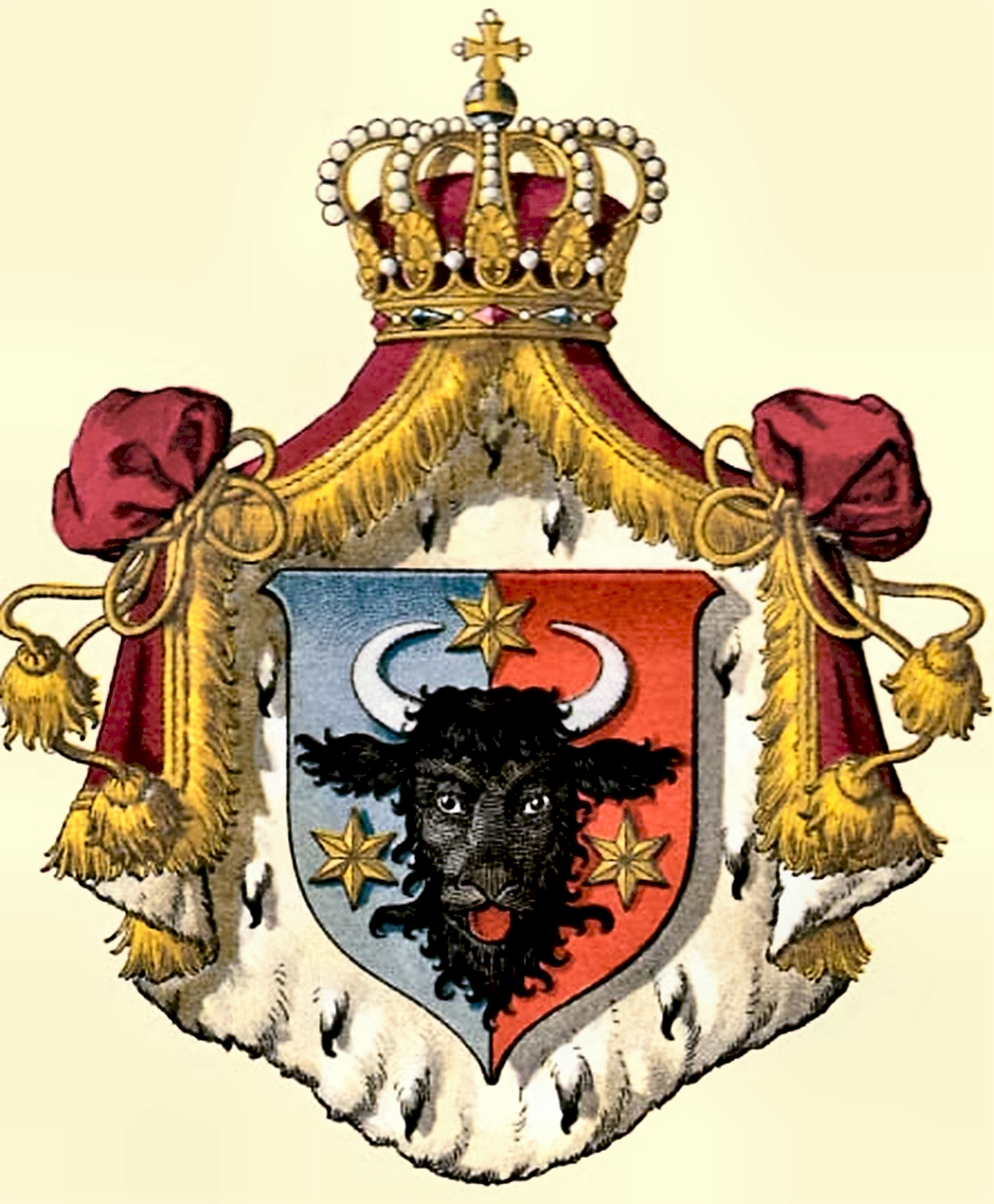
Stema Ducatului Bucovina

Această listă cuprinde guvernatorii Bucovinei în timpul ocupației habsburgice, începând cu administratorii militari (până 1786), urmați de căpitanii districtuali din timpul alipirii la Galiția și, în sfârșit, de guvernatorii veritabili ai Ducatului Bucovina (1861-1918). Aceste persoane au avut numai funcții administrative, de deciziile politice au fost responsabili membrii dietei în frunte cu mareșalul (căpitanul) ducatului.

## Scurt istoric

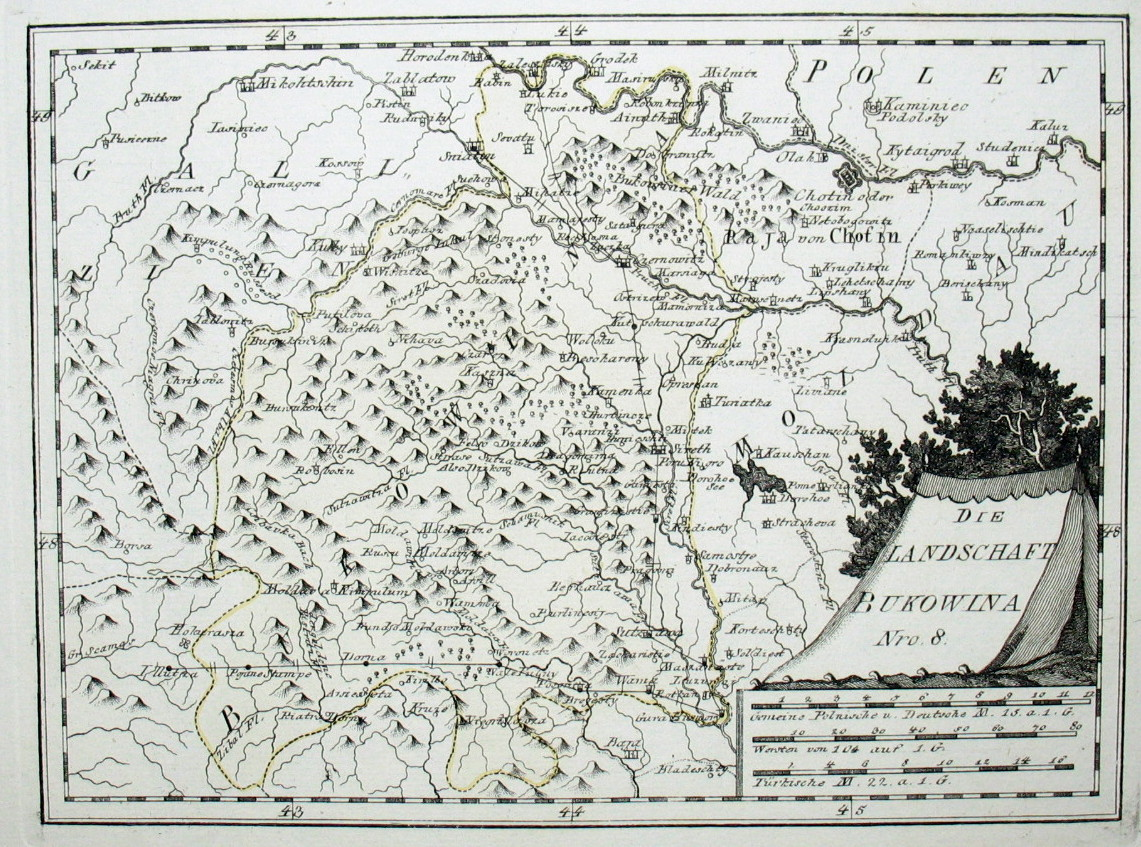
Harta Bucovinei din 1791

În ianuarie 1774, ca urmare a atitudinii de neutralitate pe care a l-a avut în timpul conflictului militar dintre Turcia și Rusia (1768-1774), Imperiul Habsburgic a primit partea de nord din teritoriul Moldovei (confirmat în tratatul de pace de la tratatul de la Kuciuk-Kainargi pe 21 iulie 1774). Astfel, Țara de Sus a devenit Bucovina, fiind mai întâi guvernată de o administrație militară. Din 1786, regiunea a fost adăugată landului Galiția.
Petiția din anul 1849 către împăratul Austriei pentru transformarea provinciei galițiene Bucovina într-un ducat a coroanei cu acest nume a fost susținută și subscrisă de mulți respectați români bucovineni, între ei și Eudoxiu de Hurmuzaki, împreună cu frații săi Alexandru, Constantin, Gheorghe și Nicolae. Petiția a fost formulată și postulată de baronul Iordachi Wassilko de Serecki în „Promemoria [memorand] privind petiția țării (landului) Bucovinei din anul 1848” (Promemoria zur Bukowiner Landespetition vom Jahre 1848), scrisă în limbile germană și română. Cererea a fost confirmată, dar pusă în aplicare de abia în 1861. 
Anii 1849-1854 au fost, în conformitate cu declarația de semi-independență a Bucovinei, o perioadă de tranziție, în cursul căreia fostul district a trecut treptat într-un guvern de stat semi-independent. Ultimul guvernator, contele Josef von Ezdorf, nu și-a putut îndeplini practic funcțiile din cauza Marelui Război. El a avut reședința la Vatra Dornei, apoi la Cluj, Praga, Stanislău și Cernăuți.
A nu se confunda funcția de guvernator cu cea de președinte (mareșal) al Dietei Bucovinei (vezi sus). Ultimul mareșal al Bucovinei a fost baronul Alexandru de Hurmuzachi, fiul lui Nicolae Hurmuzachi.

## Guvernatorii DucatuluiBucovina

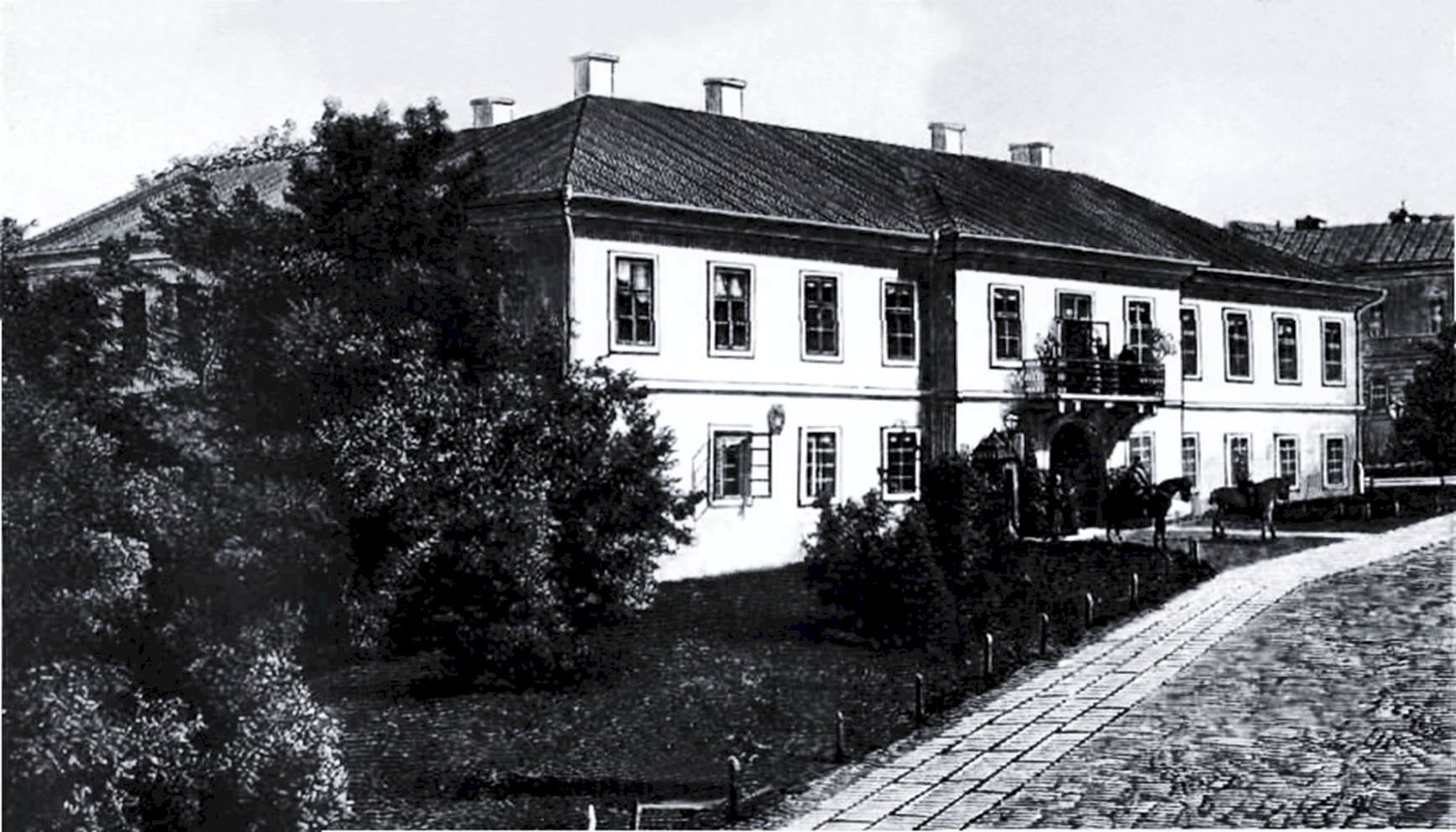
Fosta administrație militară (1780), apoi tribunalul regional

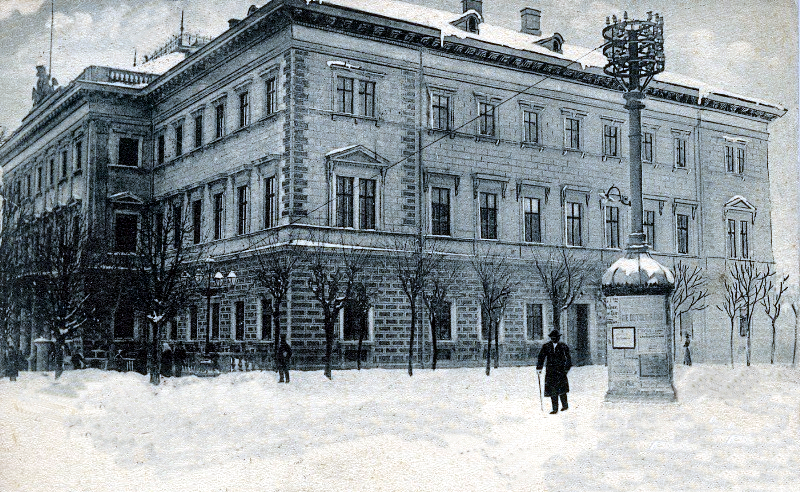
Sediul guvernului Ducatului Bucovina 1873–1905

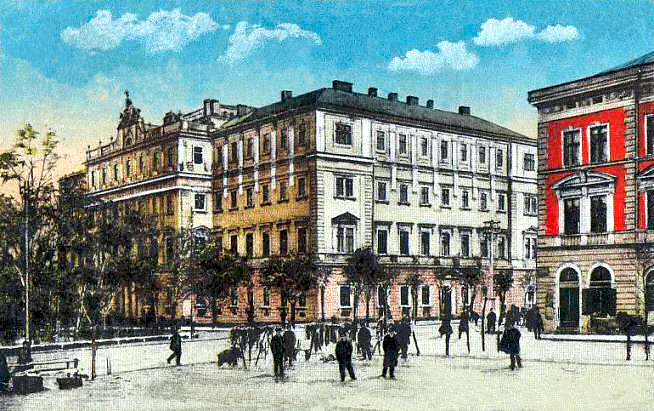
Sediul guvernului Ducatului Bucovina după 1905

- Baronul Feldmarschalleutnant Gabriel Splény von Miháldy (octombrie 1774 - 6 aprilie 1778)
- Baronul Feldmarschalleutnant Karl von Enzenberg (aprilie 1778 - 31 octombrie 1786)
- Cavalerul Joseph von Beck (1786 - 1792)
- Baronul Vasile de Balș (1792 - 1803)
- von Schreiber (1803 - 1805)
- von Mitscha (1805 - 1807)
- Johann von Platzer (1807 - 1817)
- Baronul Joseph von Stutterheim⁠(de)[traduceți] (1817 - 1823)
- Johann von Melczechen (1823 - 1833)
- Frantz Kratter (1833 - 1838)
- Kasimir von Milbacher (1838 - 1840)
- Gheorghe Isăcescu (1840 - 1849)
- Cavalerul Eduard von Bach⁠(de)[traduceți] (februarie - iulie 1849)
- Baronul Anton Henniger von Seeberg (1849 - 1853)
- Baronul Franz von Schmück⁠(de)[traduceți] (1853 - 1857)
- Contele Karl von Rothkirch-Panthen⁠(de)[traduceți] (1857 - 1860)
- Cavalerul Iacob de Mikuli – șeful guvernului provizoriu al Bucovinei (septembrie 1860 - martie 1861)
- Cavalerul Wenzel Ritter von Martina – primul președinte al Bucovinei (26 martie 1861 - 2 mai 1862)
- Contele Rudolph von Amadei (31 mai 1862 - 30 octombrie 1865)
- Cavalerul Franz Ritter Myrbach von Rheinfeld (30 octombrie 1865 - 4 octombrie 1870)
- Baronul Felix Pino von Friedenthal (4 octombrie 1870 - 8 iulie 1874)
- Baronul Hieronymus von Alesani (18 august 1874 - 8 februarie 1887)
- Baronul Felix Pino von Friedenthal (14 februarie 1887 - 1 august 1890)
- Contele Anton Pace von Friedensberg⁠(de)[traduceți] (9 ianuarie 1891 - 17 mai 1892)
- Baronul Franz von Krauß⁠(de)[traduceți] (22 mai 1892 - 13 iunie 1894)
- Contele Leopold von Goess⁠(de)[traduceți] (15 noiembrie 1894 - 16 decembrie 1897)
- Baronul Friedrich Bourguignon von Baumberg (16 decembrie 1897 - 27 februarie 1903)
- Prințul Konrad zu Hohenlohe-Schillingsfürst⁠(de)[traduceți] (25 februarie 1903 - 1 octombrie 1904)
- Baronul Oktavian Regner von Bleyleben⁠(de)[traduceți] (1 octombrie 1904 - 15 decembrie 1911)
- Contele Rudolf von Meran (15 ianuarie 1912 - 15 decembrie 1916)
- Contele Jozef von Ezdorf (2 mai 1917 - 5 noiembrie 1918)[4][5]

## Galerie de imagini

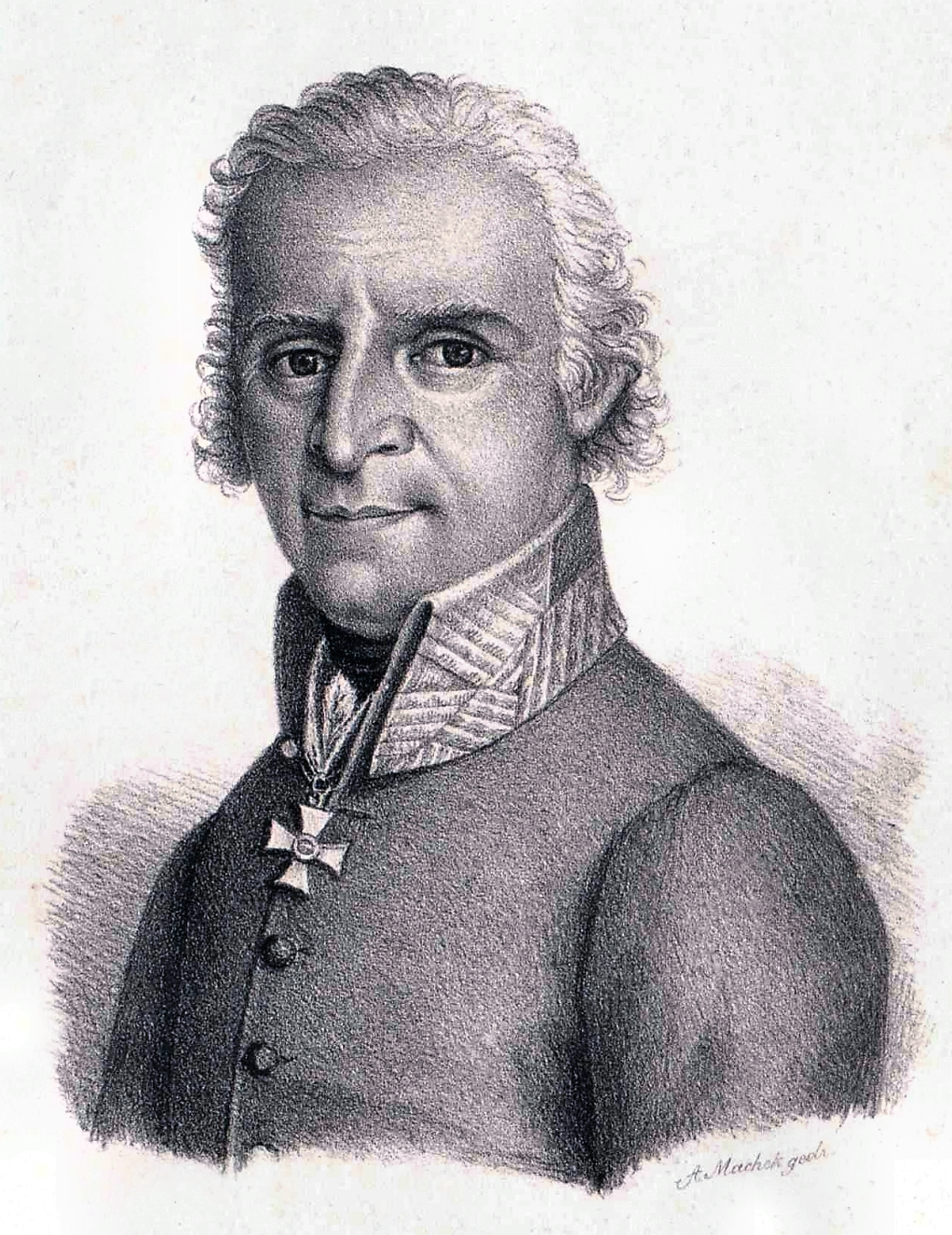
Gabriel Splény de Miháldy
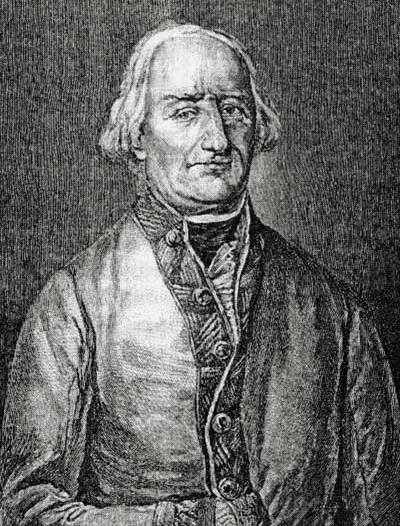
Karl von Enzenberg
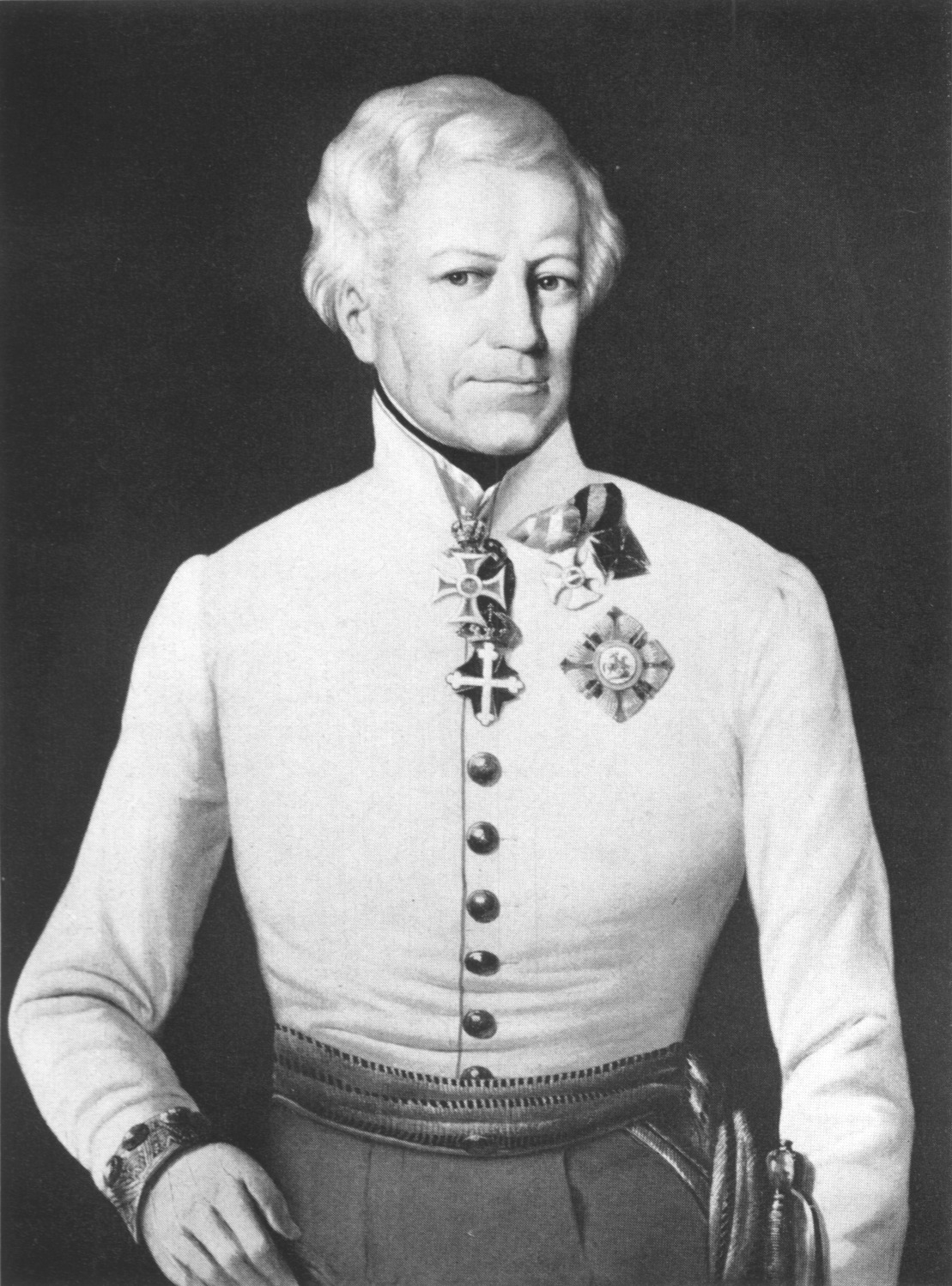
Joseph von Stutterheim
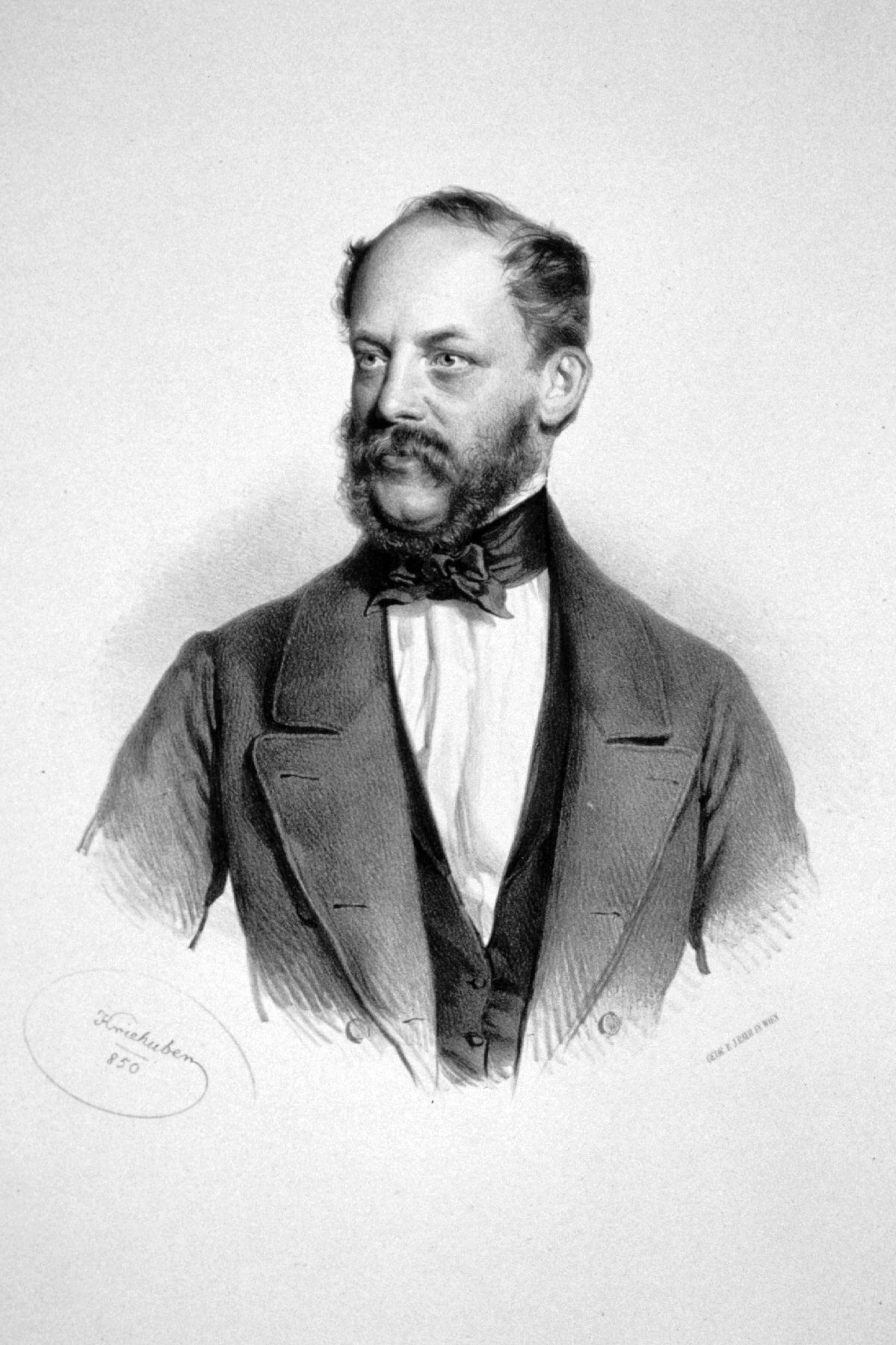
Eduard von Bach
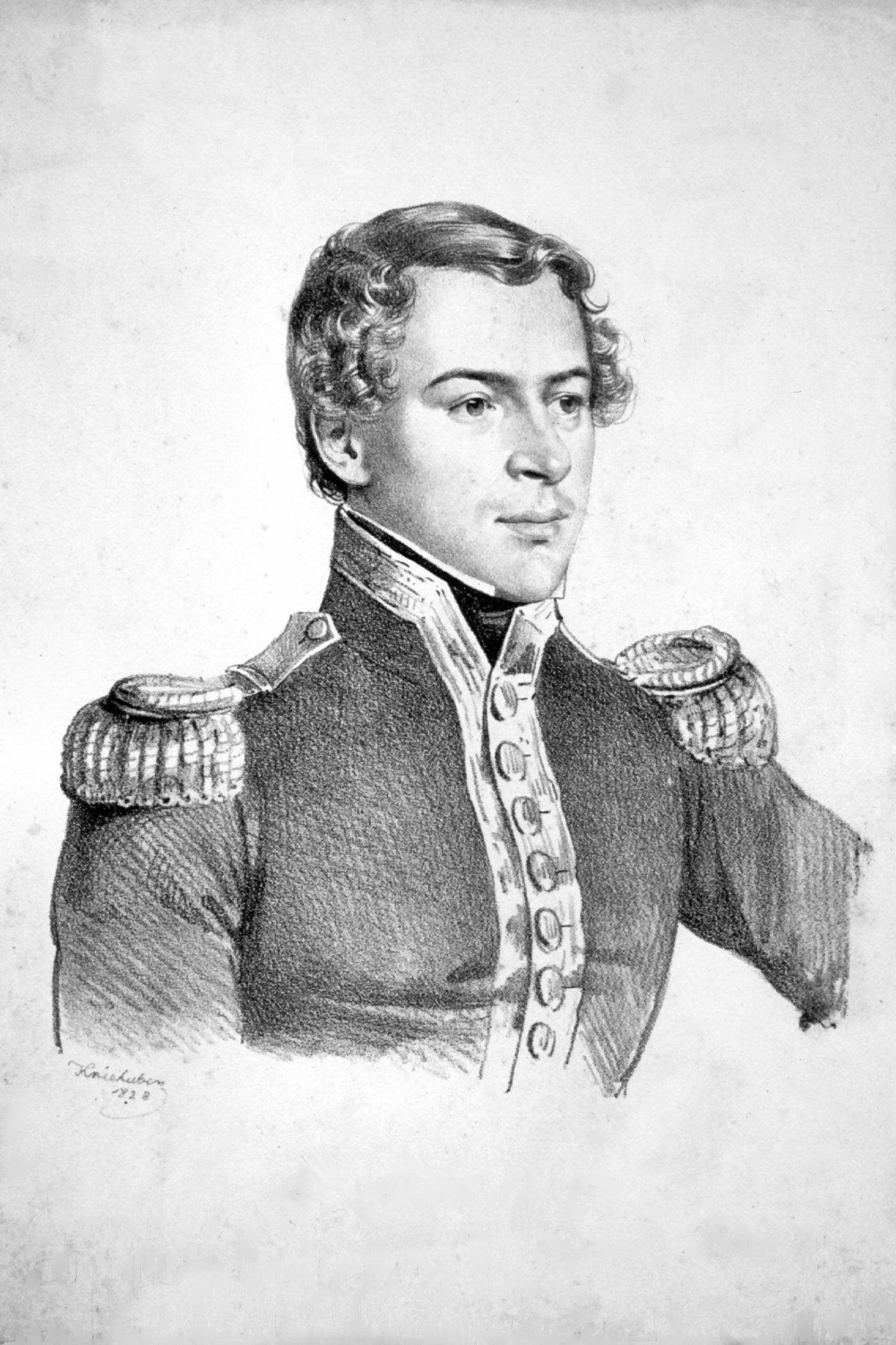
Karl von Rothkirch und Panthen
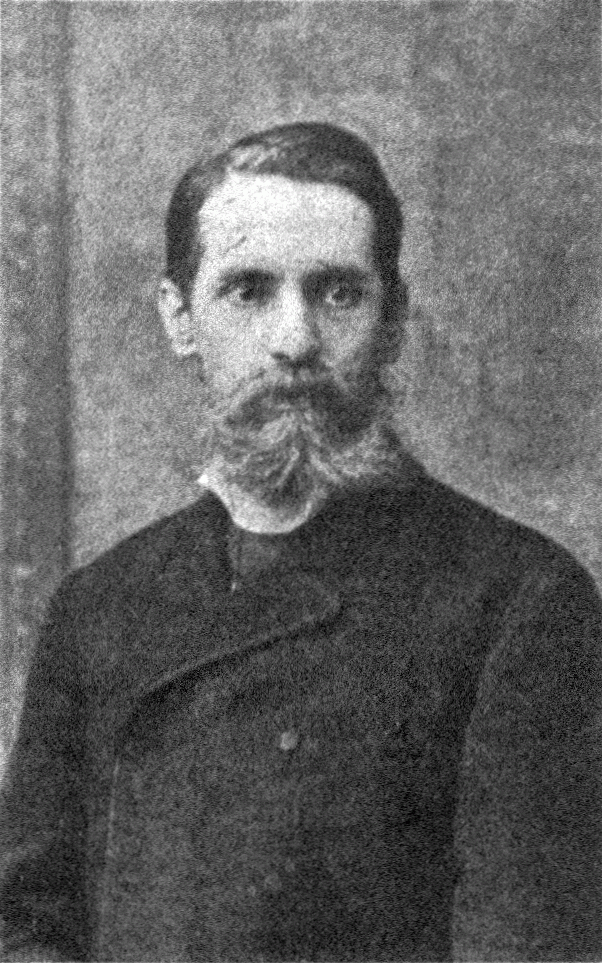
Felix Pino von Friedenthal
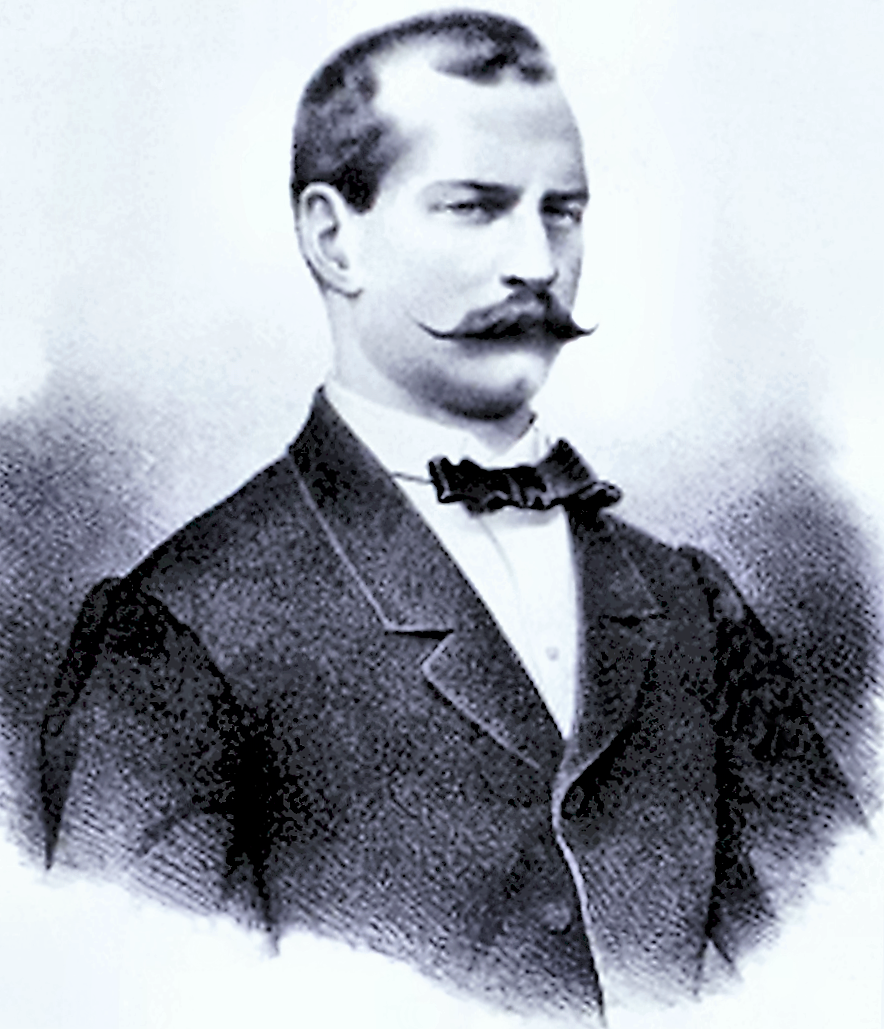
Hieronymus von Alesani
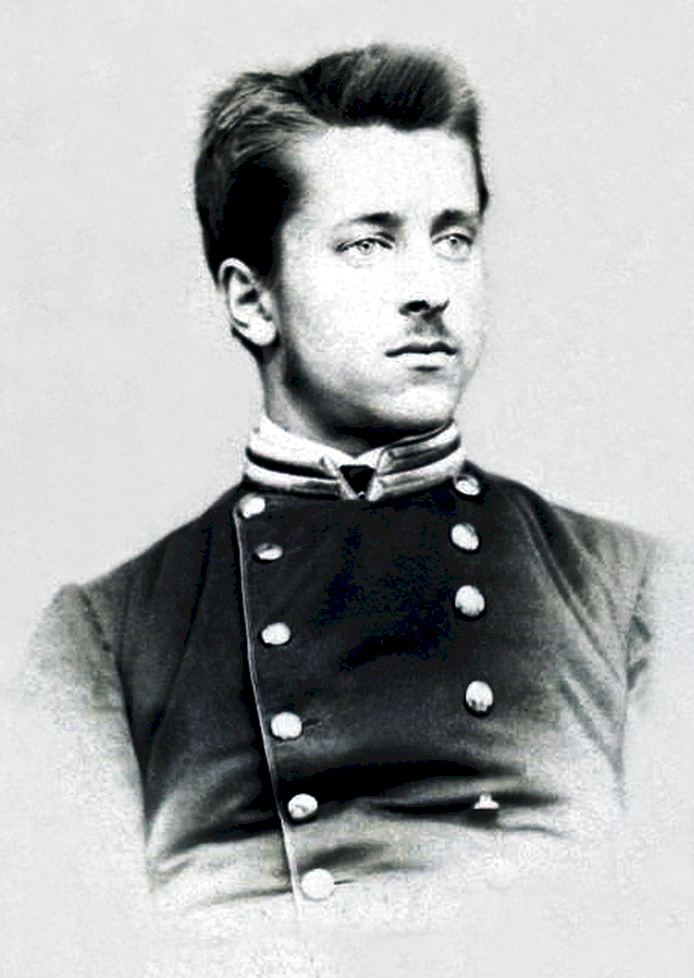
Anton Pace von Friedensberg
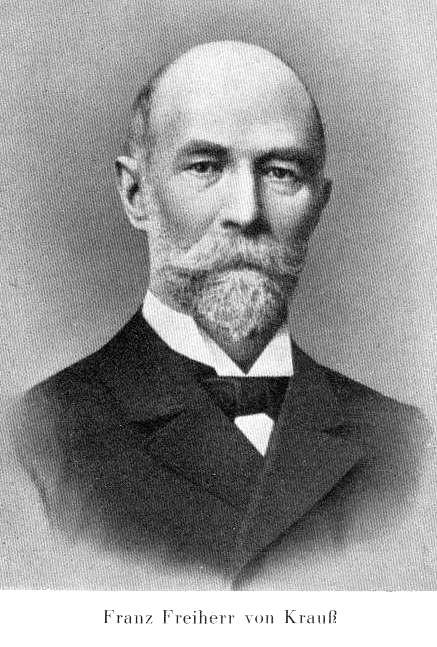
Franz von Krauß
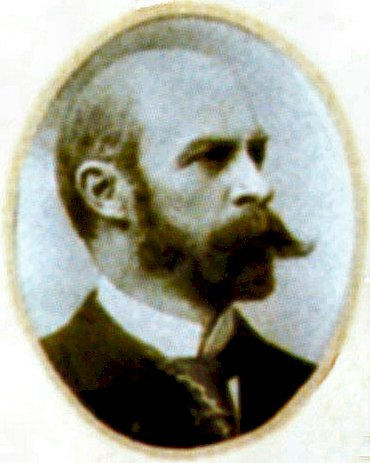
Leopold von Goess
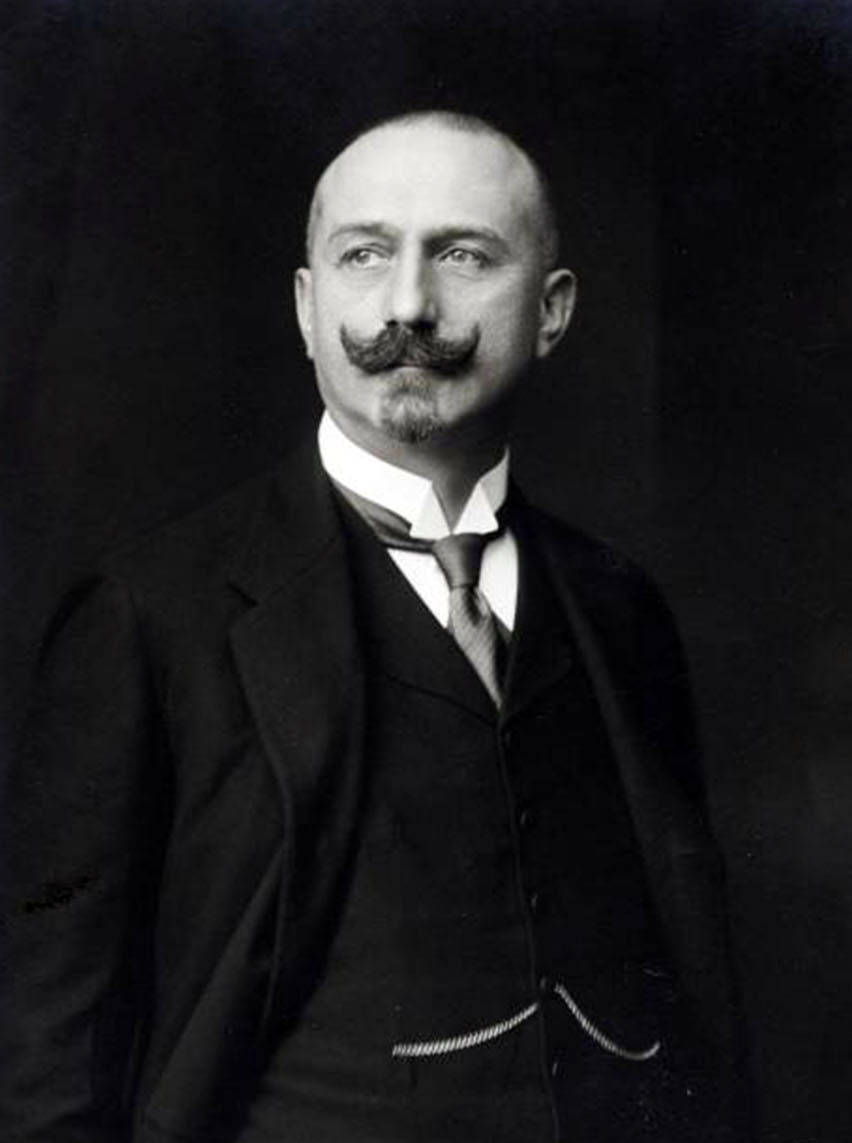
Konrad von Hohenlohe zu Schillingsfürst
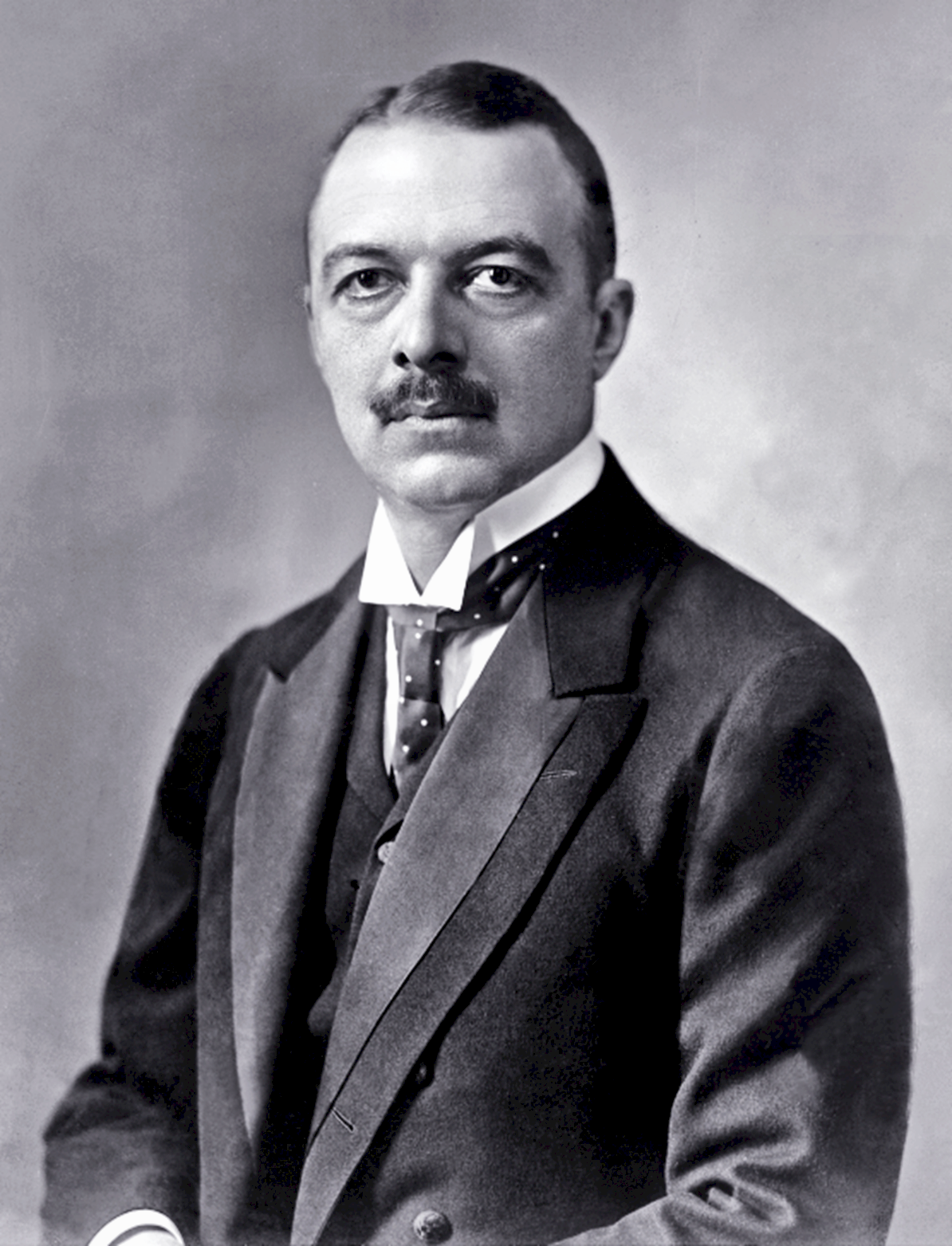
Oktavian von Bleyleben
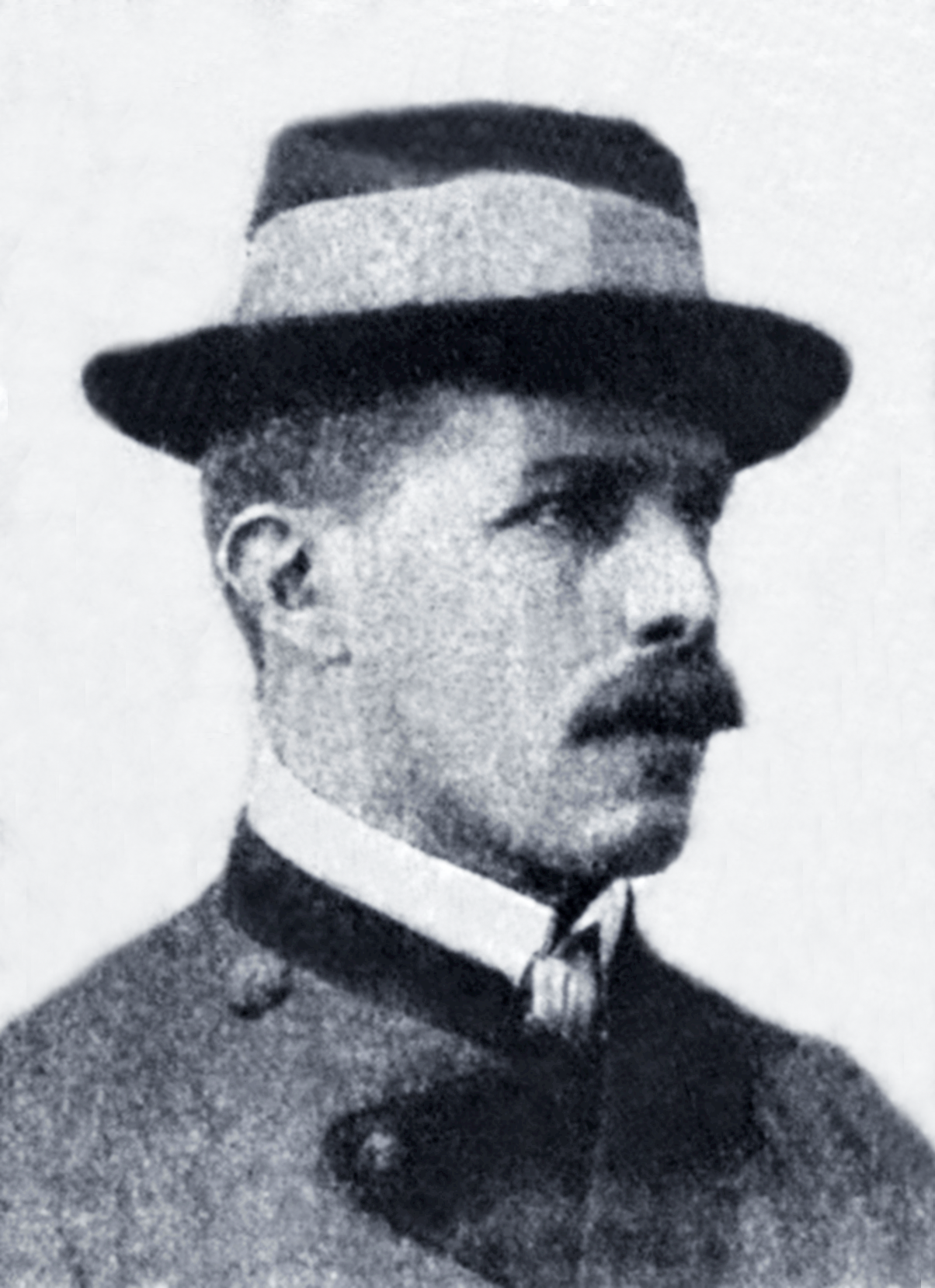
Rudolf von Meran